# Emre Aydın
Emre Aydın (Isparta, 1981. február 2. –) török énekes, zeneszerző, szövegíró, az egykori 6. Cadde együttes énekese. Újabban emreaydınként hivatkoznak rá a médiában. 2008-ban elnyerte a Music Television „Európa Kedvenc Előadója”-díját a liverpooli díjkiosztón.

## Életrajz
Emre Aydın Isparta városában született 1981. február 2-án. Később családjával Antalyába költöztek, itt végezte el a középiskolát. Jelenleg az izmiri Dokuz Eylül Egyetem közgazdaságtan szakos hallgatója.
2002-ben együttesével, a 6. Cadde-val (6. Utca) megnyerte a Sing Your Song elnevezésű zenei tehetségkutató versenyt. Ugyanebben az évben Dönersen (Ha visszajönnél) c. dalát a Universal Music kiválasztotta egy válogatás-lemezre.
2003-ban elkészült a 6. Cadde stúdióalbuma, ami után nem sokkal az együttes feloszlott, és Emre szólókarrierbe kezdett. A 6. Cadde albumát készítő producer, Haluk Kurosman vette szárnyai alá az akkor mindössze 22 éves fiatalembert és saját produkciós cégéhez, a GRGDN-hez szerződtette. Menedzsere 2009-ig Hadi Elazzi volt, 2010 óta a Sony Music látja el ezt a feladatot.
Első szólóalbuma, az Afili Yalnızlık (Kirakati Magány) 2006 őszén látott napvilágot Sony BMG/GRGDN címkével. Az albumon szereplő tíz dalból kilencet Emre írt.
Az Afili Yalnızlık rögtön óriási sikert aratott a török zenei életben, Emre több díjat is elnyert többek között Az év felfedezettje kategóriában, például a Blue Jeans zenei magazin díjkiosztóján neki szavazták meg az Év Dala, az Év felfedezettje, az Év Videója díjat, producere Haluk Kurosman pedig az Év Producere lett. A teljes lista a Díjak részben található.
Az Alexa internetes forgalomszámlálója szerint Emre Aydın hivatalos honlapjának 2007-ben csaknem háromszor annyi látogatója volt, mint az ország legtöbb lemezt eladott énekesének, Tarkannak, vagy a legnépszerűbb rockénekesként számon tartott Teomannak.
2016-ban az énekes megnősült, felesége Eda Köksal belsőépítész.

## Munkássága

### 6. Cadde

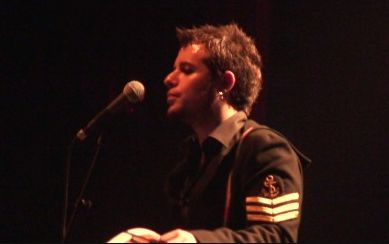
Emre színpadon, Köln, 2008.

A 6. Cadde (Hatodik utca) Emre Aydın és Onur Ela együttese volt, mely 1999-ben alakult İzmirben és 2003-ban oszlott fel. Rüyamdaki Aptal Kadın (Álmombéli bolond nő) című demójukat az interneten keresztül terjesztették, majd 2002-ben részt vettek a Sing Your Song nevű televíziós tehetségkutató versenyen, melyet Dönersen (Ha visszatérnél) című dalukkal megnyertek. Ekkor , Haluk Kurosman producer irányításával két és fél hónap alatt felvették 6. Cadde című albumukat, melyről az első kimásolt kislemez a Sabuha lett. A dal érdekessége, hogy eredetileg az arabeszk előadó, İbrahim Tatlıses énekelte. Az album készítésekor a stúdió számítógépének merevlemeze felmondta a szolgálatot, aminek a következtében az összes felvétel megsemmisült. Kurosman a korábban a rádiók számára demóanyagként kimásolt, ún. nyers mixet volt kénytelen leadni a lemezkiadónak. Saját elmondása szerint a közönség nem vette észre, hogy nem a végleges változat került kereskedelmi forgalomba. Az együttes nem sokkal később feloszlott és Emre Aydın szólókarrierbe kezdett.

### Afili Yalnızlık
- Dayan Yalnızlığım

Nem tudod lejátszani a fájlt?
Emre Afili Yalnızlık (Kirakati magány) című első szólóalbuma 10 dalt tartalmaz, illetve egy rejtett felvételt Tesadüfen (Véletlenül) címmel, mely az utolsó dalt körülbelül két perces szünettel követi. Az album melankólikus hangulatú, fő témája a magány. A dalok İzmirben születtek, abban az időszakban, amikor Emre számára minden balul sikerült: magánéleti problémákkal küzdött, el kellett költöznie, de nem talált megfelelő albérletet; az egyetemi tanulmányai is rosszul mentek. Az album első kislemeze a címadó dal lett, melyhez a Black Eyed Peas-zel és Norah Jonesszal is dolgozó Yon Thomas rendezett videóklipet. A klipben Emre mindössze egyetlen pillanatra tűnik fel, a főszerepet Şebnem Dönmez filmszínésznő játssza. A videó, és maga a lemez is, több díjat is kapott. Az album két további kislemezéhez (Kim Dokunduysa Sana és Git) készített videó története szorosan kapcsolódik az elsőhöz. A negyedik videó a Belki Bir Gün Özlersin című dalhoz készült, és 2008. január 1-jén kezdték el játszani a televíziók. Az album ezidáig (2008. március) 70 000 példányban fogyott.
A kritikusok szerint az album vegyíti a popzenét és az alternatív rockot, olyan egyveleget alkotva, mely alkalmas a popzene-orientált török piac meghódítására.
Emre Aydın hangjában, szövegeiben, zenéiben nincs semmi, ami rossz érzéseket keltene az emberben. Teljesen rendben van az album, alaposan átgondolt, tele érzelmekkel. Első albuma tökéletesen megfelel a piaci igényeknek, a toplistákon az igazán nagy nevekkel egy rangsorba került.
Emre Aydın dalai emberfelettiek. Egy jó menedzserrel lesöpörheti Tarkant a színről. Ahogy Özcan Deniz is mondta: „Először fordul elő, hogy egy album összes dala ilyen sikereket ér el”.
Milyen album ez az Afili yalnızlık, hogy ennyi idő elteltével is minden dala frissnek hat, és hiába van úton emreaydın második lemeze, még mindig klipet forgatnak róla. Az MTV Europe Music Awards-on 'Európa legkedveltebb előadója' címet neves versenytársaktól elhalászó Emre most a Legjobb énekes díját vitte el, méghozzá a többi jelöltre érkezett összes szavazatot meghaladó pontszámmal!

### Kağıt Evler
2010 márciusában jelent meg második albuma, Kağıt Evler (Papírházak) címmel, a Sony Music kiadásában, 10 dallal. A dalokat három hónap alatt vették fel, az lemez ismét koncepcióalbum, ezúttal a felejtés témakörére épülnek a dalok. A Bu Yağmurlar (Ezek az esők) című első kislemez rekordot döntött a digitális piacon, a legtöbbet letöltött dal lett Törökországban. Az album 2010-ben a tizedik legtöbbet eladott nagylemez volt 65 000 példánnyal.

### Beni Biraz Böyle Hatırla
2012-ben az 565 Yapım kiadásában jelentette meg Beni Biraz Böyle Hatırla (Így emlékezz rám) című kislemezét, melyen a címadó dalon kívül a Soğuk Odalar (Hideg szobák) című dal kapott még helyet.

### 2013–
- 2013: Eylül Geldi Sonra
- 2016: Ölünmüyor
- 2016: Sen Beni Unutamazsın

### Közreműködések

#### Söz Müzik Teoman
Emre közreműködött a neves rockénekes, Teoman legújabb, Söz Müzik Teoman (Zene és Szöveg: Teoman) c. albumán, melyen 14, Teoman által írt dal szerepel, mindegyiket egy-egy híres török előadó énekli, mint például Sezen Aksu, Şebnem Ferah vagy Nil Karaibrahimgil. emreaydın a Sürpriz (Meglepetés) című dalt adja elő a lemezen, bár eredetileg Teoman nem ezt a dalt szánta neki, de Emre meggyőzte, hogy ezt énekelhesse.

## Videók
1. Afili Yalnızlık (Kirakati Magány) (rendezte: Yon Thomas)
2. Kim Dokunduysa Sana (Akárki érintett is) (Emre Can)
3. Sensiz Istanbul'a Düşmanım (Nélküled gyűlölöm Isztambult) - duett a Gripin együttessel
4. Git (Menj) (Yon Thomas, Mike Norman)
5. Belki Bir Gün Özlersin (Talán egy nap hiányozni fog) (Gürcan Keltek)
6. Bu Kez Anladım (Most értettem meg) (Cemil Ağacıkoğlu)
7. Dayan Yalnızlığım (Tarts ki, Magányom) (Fadıl Dinçer)

## Díjak
Emre Aydın díjai időrendi sorrendben, félkövérrel a nemzetközi elismerések:
- Istanbul FM Arany Díjak: Az év felfedezettje (En iyi çıkış)[20]
- Blue Jeans Magazin Best of 2006 Díjak:[21]
  - Legjobb dal
  - Legjobb video (Afili Yalızlık)
  - Az év felfedezettje
  - Legjobb producer (Haluk Kurosman)
- Dream Magazin Best of 2006 Díjak:[22]
  - Legjobb török férfi előadó
  - Legjobb török új előadó
  - Legjobb török nyelvű album
  - Legjobb török nyelvű dal
  - Legjobb török nyelvű video (Afili Yalnızlık)
- Powertürk[23] Zenei Díjkiosztó Gála[24]
  - Az év felfedezettkje (En İyi Çıkış Yapan Sanatçı)[25][26]
- 34. Hürriyet Altın Kelebek Ödülleri (34. Arany Pillangó Díjkiosztó)
  - Az év felfedezettje (En iyi çıkış yapan solist)[27]
- 14. Altın Objektif Ödülleri 2006 (14. Arany Objektív Díjkiosztó 2006)
  - Yılın En İyi Çıkış Yapan Yorumcusu (Az év legjobb újonc énekese)[28]
- 11. Istanbul FM Gold Awards 2007[29]
  - Legjobb férfi rockénekes
  - Legjobb szöveg és zene (a Gripin együttessel közösen a Sensiz İstanbul'a Düşmanım c. dalért)
- Dream magazin 2007 Legjobbjai választás[30]
  - Az év énekese
  - Az év dala (Git)
  - Az év eseménye: Gripin-emreaydın: Sensiz İstanbul'a Düşmanım c. duettje
- Dream TV 2007 Top 50 Dal[31]
  - 3. hely: Gripin-emreaydın: Sensiz İstanbul'a Düşmanım (Első a török dalok között)
  - 38. hely: Kim Dokunduysa Sana
- Powertürk Zenei Díjkiosztó Gála 2008[32]
  - Legjobb dal: Gripin& emreaydın: Sensiz İstanbul'a Düşmanım
  - Legjobb duett: Gripin& emreaydın: Sensiz İstanbul'a Düşmanım
- Kral TV Video Müzik Ödülleri 2007[33]
  - Legjobb rockénekes
- 35. Altın Kelebek Tv Yıldızları Ödülleri[34]
  - Legjobb videóklip: Belki Bir Gün Özlersin
- MTV Türkiye 2008
  - Legjobb török előadó[35]
- MTV Europe
  - Európa kedvenc előadója[1]
- Blue Jean magazin 2008 legjobbjai:
  - Legjobb énekes[36]